# Special Branch (televisieserie)
Special Branch was een Britse politieserie die werd geproduceerd tussen 1969 en 1974 met 53 afleveringen.
De 'Special Branch' is een afdeling van Scotland Yard die onderzoek doet naar beveiligingslekken in de regering, mensenhandel, spionage en andere gevaarlijke activiteiten.
Het oorspronkelijke team werd geleid door Superintendent Eden (Wensley Pithey) en Detective Chief Inspector Jordan (Derren Nesbitt).  
In 1973 werd de productie overgenomen door Theems TV's nieuwste zijtak, Euston Films. Cockney acteur George Sewell ( 'UFO') werd  DCI Alan Craven en Roger Rowland speelde de rol van DS Bill North. De serie  verbeterde nog met de komst van Paul Eddington (bekend uit The Good Life en Yes minister) die een MI5 officier speelde met de naam Strand.

## De acteurs in de serie
- Derren Nesbitt als Det. Chief Insp. Jordan
- George Sewell als Det. Chief Insp. Alan Craven
- Morris Perry als Charles Moxon
- Fulton Mackay als Det. Chief Supt. Inman
- Patrick Mower als Det. Chief Insp. Tom Haggerty
- Roger Rowland as Det. Sgt. Bill North
- Keith Washington als Det. Con. Morrissey
- Paul Eddington als Strand
- Frederick Jaeger als Cmdr. Fletcher
- Wensley Pithey als Det. Supt. Eden
- David Garth als Deputy Commander
- Jennifer Wilson als Det. Sgt. Helen Webb
- Sheila Scott-Wilkenson als Pam Sloane
- Paul Antrim als Det. Sgt. Maguire
- Sandra Bryant als Christine Morris
- Anne Rutter als Det. Con. Jane Simpson
- Susan Jameson als Det. Sgt. Mary Holmes
- John Bailey als Bauer
- Richard Leech als Chief Supt. Knight
- Richard Butler als Cmdr. Nicholls